# L'Amour par terre
Pour plus de détails, voir Fiche technique et Distribution.
L'Amour par terre est un film français de Jacques Rivette sorti en 1984.

## Synopsis
Un homme mystérieux invite dans sa propriété une troupe d'acteurs pour jouer une pièce dont ils ne reçoivent le texte qu'au fur et à mesure.
Le titre du film est tiré d'un poème de Paul Verlaine.

## Fiche technique
- Titre : L'Amour par terre
- Réalisation : Jacques Rivette
- Assistant réalisateur : Suzanne Schiffman et Pascal Deux
- Scénario : Pascal Bonitzer, Marilù Parolini, Suzanne Schiffman, Jacques Rivette
- Société de production : Gaumont
- Pays d'origine :  France
- Genre : Comédie dramatique
- Durée : 125 minutes
- Date de sortie : 17 octobre 1984

## Distribution
- Jane Birkin : Emily
- Geraldine Chaplin : Charlotte
- André Dussollier : Paul
- Isabelle Linnartz : Béatrice
- Sandra Montaigu : Eléonore
- László Szabó : Virgil
- Eva Roelens : Adriana / Justine
- Facundo Bo : Silvano
- Jean-Pierre Kalfon : Clémont Roquemaure